# Yāmchī-ye Pā'īn
Yāmchī-ye Pā'īn (persiska: يامچئ پائين, يامچئ سُفلَى, يامچی, يامچی پائين, Yāmchī-ye Pā’īn) är en ort i Iran.   Den ligger i provinsen Ardabil, i den nordvästra delen av landet, 400 km nordväst om huvudstaden Teheran. Yāmchī-ye Pā'īn ligger 1 549 meter över havet och antalet invånare är 106.
Terrängen runt Yāmchī-ye Pā'īn är huvudsakligen kuperad, men åt nordost är den platt. Yāmchī-ye Pā'īn ligger nere i en dal. Runt Yāmchī-ye Pā'īn är det ganska tätbefolkat, med 139 invånare per kvadratkilometer. Närmaste större samhälle är Nīr, 8,4 km väster om Yāmchī-ye Pā'īn. Trakten runt Yāmchī-ye Pā'īn består i huvudsak av gräsmarker.